# SAS (kabel podmorski)
SAS (Samoa-American Samoa cable) – kabel podmorski łączący Samoa z Amerykańskim Samoa. Jego przepustowość to 1.2 Gb/s. Kabel jest częścią  infrastruktury telekomunikacyjnej, dzięki której mieszkańcy Samoa mogą korzystać z internetu. Dane poprzez ten kabel trafiają na Samoa Amerykańskie skąd poprzez kabel ASH przesyłane są na Hawaje (a tam znajduje się wiele kabli poprowadzonych w stronę Ameryki Północnej). 

## Położenie geograficzne
Kabel zaczyna się w Apia – stolicy Samoa i kończy w Pago Pago (Pago Pago Cable Landing Station) mieście leżącym w Amerykańskim Samoa.

## Realizacja projektu
Aby połączyć wyspy Samoa z resztą świata wykorzystano nieużywany obecnie kabel PacRim East (łączący Nową Zelandię i Hawaje). 
Większa część tego kabla uformowała kabel ASH leżący pomiędzy Amerykańskim Samoa a Hawajami. Fragmenty zostały użyte do zbudowania SAS dzięki 
czemu do globalnej infrastruktury telekomunikacyjnej zostały podłączone także wyspy Samoa. Inwestycję zakończono w 2009 r.